# Ułar himalajski
Ułar himalajski (Tetraogallus himalayensis) – gatunek dużego ptaka z rodziny kurowatych (Phasianidae). Zamieszkuje Azję. Osiadły.

## Systematyka
Międzynarodowy Komitet Ornitologiczny (IOC) wyróżnia 6 podgatunków T. himalayensis:
- T. himalayensis sauricus – góry Tarbagataj.
- T. himalayensis sewerzowi – góry Tienszan.
- T. himalayensis incognitus – południowy Tadżykistan, północny Afganistan.
- T. himalayensis himalayensis – wschodni Afganistan do północno-zachodnich Indii oraz zachodni Nepal.
- T. himalayensis grombczewskii – południowy Sinciang, północny Tybet.
- T. himalayensis koslowi – południowo-zachodni Sinciang, północny Qinghai, południowo-zachodnie Gansu.

## Charakterystyka
Jedyny gatunek w rodzaju Tetraogallus posiadający wąską, brązową obwódkę wokół białego podgardla.
Od podobnego ułara kaspijskiego różni się jaśniejszą piersią z bardziej podłużnym prążkowaniem. 
Wygląd zewnętrzny: Obie płci ubarwione podobnie, ale samica nieco mniejsza od samca, pozbawiona ostróg. Ma płowożółte czoło i bardziej szary obszar wokół oczu. Upierzenie młodych jaśniejsze, z mniej wyraźnym wzorem.
Rozmiary: długość ciała: 54–72 cm
Masa ciała: 2000–3600 g

## Występowanie

### Środowisko
Zbocza górskie od górnej granicy lasu do granicy wiecznego śniegu. Pastwiska i skaliste stoki, 3900 do 4570 m n.p.m.

### Zasięg występowania
Góry środkowej i południowej Azji. Skutecznie introdukowany do USA.

## Pożywienie
Odżywia się głównie pokarmem roślinnym: podziemnymi częściami roślin, owocami krzewów z rodzaju Ephedra, trawami, turzycami i ziołami.
Żerując, wspina się po zboczu, często grzebie w ziemi w poszukiwaniu pokarmu.

## Tryb życia i zachowanie
W czasie sezonu lęgowego terytorialny, żyje w parach. Zimą może łączyć się w stada po 30–40 ptaków i schodzić w niższe partie gór.

## Rozród
Gatunek monogamiczny. Gniazdo zakładane na ziemi, wśród trawy, często w pobliżu skały. Składa około 6–8 jaj. Wysiaduje wyłącznie samica przez 28 dni. Zagniazdownik, oboje rodzice wodzą pisklęta.

## Status, zagrożenie i ochrona
Gatunek zajmuje szeroki areał (ponad 1 mln km²). Liczebność populacji stabilna i szacowana na ponad 200 tys. osobników.
Kategoria zagrożenia według Czerwonej księgi gatunków zagrożonych IUCN: gatunek najmniejszej troski (LC – least concern).